# الحوادث الإرهابية في العراق عام 2005
شهد عام 2005 في العراق أول انتخابات أجريت في البلاد منذ سقوط صدام حسين.

## يناير
- 2 يناير: صدم انتحاريون بسيارات مفخخة حافلة تقل أفرادًا من الحرس الوطني العراقي خارج قاعدة عسكرية أمريكية بالقرب من بلد، على بعد 45 ميلاً شمال بغداد، مما أسفر عن مقتل 26 شخصًا.[1][2]
- 3 يناير: أسفر تفجير سيارة مفخخة بالقرب من المنطقة الخضراء في بغداد عن مقتل أربعة متعاقدين مدنيين أجانب على الأقل، من بينهم ثلاثة بريطانيين وأمريكي.[3][4] انفجرت قنبلة انتحارية في بغداد بالقرب من مقر حزب الوفاق الوطني العراقي، مما أسفر عن مقتل ضابطي شرطة ومدني. أسفر تفجير سيارة مفخخة في التجمع الوطني الديمقراطي (إسرائيل) عن مقتل أربعة من أفراد الحرس الوطني العراقي وإصابة 14 آخرين.
- 4 يناير: استهدف انتحاري بشاحنة مفخخة مجمعًا يضم فرقة كوماندوز النخبة التابعة لقوة الشرطة العراقية في بغداد، مما أسفر عن مقتل ثمانية ضباط على الأقل.[5][6]
- 5 يناير: ضرب فزان خان أكاديمية للشرطة ومركز تجنيد في الحلة أثناء حفل تخرج، مما أسفر عن مقتل 19 شخصًا. قُتل ستة ضباط شرطة عندما ضرب انتحاري بسيارة مفخخة نقطة تفتيش في حي المفرق في بعقوبة. ضرب انتحاري في بغداد بالقرب من قافلة أمريكية، مما أسفر عن مقتل اثنين من المدنيين العراقيين.[7]
- 8 يناير: انفجرت سيارة مفخخة يقودها انتحاري بجوار محطة وقود في جنوب بغداد، مما أسفر عن مقتل أربعة وإصابة تسعة عشر.[8]
- 10 يناير: قاد انتحاري سيارته إلى قاعدة لقوات أمن الحدود العراقية في الربيعة، مما أسفر عن مقتل أربعة جنود.[9] فجّر انتحاري سيارته في ساحة مركز شرطة في جنوب بغداد، مما أسفر عن مقتل سبعة أشخاص بينهم أربعة ضباط شرطة.[7]
- 11 يناير: فجّر انتحاري سيارته قرب مركز شرطة في تكريت، مما أسفر عن مقتل سبعة من رجال الشرطة العراقيين.[10][11] استهدف انتحاري بسيارة مفخخة وزارة الداخلية في البصرة، مما أسفر عن مقتل شخص واحد.[12] فجّر انتحاري سيارته خارج المفوضية العليا المستقلة للانتخابات في البصرة، مما أسفر عن إصابة نفسه فقط.[13]
- 13 يناير: ضربت أربعة انتحاريين بغداد خلال فترة 90 دقيقة، مما أسفر عن مقتل 25 عراقيًا على الأقل. وشملت الأهداف السفارة الأسترالية، ومستشفى، ومطار بغداد الدولي، وقاعدة الجيش العراقي في مطار المثنى. لم يخترق أي من الانتحاريين نقاط التفتيش الأمنية عند أهدافهم.[14]
- 16 يناير: ضرب انتحاري بسيارة مفخخة حشدًا من الناس الذين تجمعوا لحضور جنازة ضابط شرطة في الكوت، مما أسفر عن مقتل سبعة أشخاص.[15]
- 17 يناير: قُتل ما لا يقل عن عشرة أشخاص، من بينهم سبعة ضباط شرطة عراقيين، عندما فجر انتحاري سيارته عند نقطة تفتيش خارج مقر الشرطة العراقية في بيجي.[16]
- 18 يناير: فجر انتحاري سيارة مفخخة مما أسفر عن مقتل أربعة أشخاص خارج مكتب المجلس الأعلى للثورة الإسلامية في العراق.[17]
- 19 يناير: تفجيرات بغداد في 19 يناير 2005 - وقعت خمسة تفجيرات انتحارية في بغداد، مما أسفر عن مقتل 26 شخصًا وإصابة ما لا يقل عن 30 شخصًا. استهدفت جميع الانفجارات نقاط تفتيش يديرها جنود أو ضباط شرطة.[18]
- 21 يناير: قُتل أربعة عشر شخصًا عندما انفجرت سيارة مفخخة يقودها انتحاري خارج مسجد الطف بعد صلاة الفجر مباشرة.[19] قُتل اثنا عشر شخصًا عندما قاد انتحاري سيارة إسعافه إلى حشد من الشيعة يحتفلون بحفل زفاف بالقرب من اليوسفية.[20]
- 23 يناير: فجّر انتحاري سيارة صغيرة محملة بالمتفجرات خارج مركز اقتراع في الحلة، مما أسفر عن إصابة ثمانية من أفراد الجيش العراقي.[21]
- 24 يناير: فجّر انتحاري سيارته عند نقطة تفتيش للشرطة خارج مكاتب حزب الوفاق الوطني العراقي في بغداد، مما أسفر عن إصابة عشرة أشخاص.[22]
- 26 يناير: انفجرت ثلاث سيارات مفخخة بفارق ساعة واحدة في مدينة الرياض شمال العراق. قُتل تسعة أشخاص في الهجمات التي استهدفت موقعًا للجيش العراقي ومركزًا للشرطة وطريقًا.[23][24][25] فجّر انتحاري جرارًا مفخخًا خارج مكتب الحزب الديمقراطي الكردستاني في سنجار، مما أسفر عن مقتل خمسة عشر شخصًا.[26]
- 27 يناير: فجّر انتحاري سيارته خارج مكتب محافظ ديالى، مما أسفر عن مقتل أربعة أشخاص. هاجمت سيارة مفخخة أخرى قاعدة عسكرية أمريكية في وسط الرمادي. ولم يتضح ما إذا كانت قد أسفرت عن أي إصابات.[27]
- 28 يناير: انفجرت سيارة مفخخة يقودها انتحاري خارج مركز شرطة الدورة ومحطة كهرباء في جنوب بغداد، مما أسفر عن مقتل ستة من ضباط الشرطة.[28]
- 29 يناير: فجّر انتحاري يرتدي سترة ناسفة نفسه بالقرب من مركز التنسيق المشترك الأمريكي العراقي في خانقين، مما أسفر عن مقتل ثمانية أشخاص.[29]
- 30 يناير: ضرب ثمانية أو تسعة انتحاريين يرتدون سترات ناسفة، استهدف معظمهم مراكز الاقتراع، في بغداد يوم الانتخابات.[30] كما ضرب انتحاري آخر حافلة صغيرة تقل ناخبين إلى صناديق الاقتراع بالقرب من الحلة، مما أسفر عن مقتل أربعة أشخاص على الأقل.[31]

## فبراير
- 3 فبراير: فجّر انتحاري سيارته المفخخة قرب قافلة أجنبية على طريق مطار بغداد. ولم تُعلن أي أرقام رسمية عن الخسائر.[32]
- 7 فبراير: استهدف انتحاري مستشفى في الموصل، مما أسفر عن مقتل 12 شرطيًا على الأقل. وفجّر انتحاري سيارته قرب حشد من مجندي الشرطة في بعقوبة، مما أسفر عن مقتل 15 شخصًا.
- 8 فبراير: اقتحم انتحاري حشدًا من مجندي الجيش العراقي خارج مقر الحرس الوطني العراقي في مطار المثنى ببغداد، مما أسفر عن مقتل 20 شخصًا على الأقل.
- 11 فبراير: فجّر انتحاري سيارة مفخخة قرب مسجد شيعي في بلدروز بعد صلاة العشاء، مما أسفر عن مقتل 12 شخصًا.[33]
- 17 فبراير: في بغداد، قُتل رجل يرتدي حزامين ناسفين مفخخين بالرصاص قبل أن يتمكن من تفجيرهما.[34]
- 18 فبراير: فجّر انتحاري نفسه خارج مسجد الكاظمين في بغداد، مما أسفر عن مقتل 17 شخصًا.[35] هاجم انتحاريان مسجد علي بيّاع في بغداد، مما أسفر عن مقتل عشرة أشخاص. فجّر أحدهما نفسه، لكن حارسًا أطلق النار على الآخر قبل أن يتمكن من تفجير عبوته الناسفة. وفجّر انتحاري آخر نفسه عند نقطة تفتيش في حي سنّي ببغداد، مما أسفر عن مقتل ضابطي شرطة وأحد أفراد الحرس الوطني.[36]
- 19 فبراير: فجر انتحاري نفسه بحزام ناسف في حافلة مليئة بالمصلين الشيعة في الكاظمية، مما أسفر عن مقتل 17 شخصًا.[37] فجر انتحاري نفسه بالقرب من مسجد الندى في حي الكاظمية ببغداد، مما أسفر عن مقتل سبعة شيعة.[38] فجر انتحاري نفسه بالقرب من مبنى أكاديمي في الكاظمية، مما أسفر عن إصابة نفسه فقط.[39] قُتل انتحاري آخر في الكاظمية على يد القوات الأمريكية قبل أن يتمكن من تفجير عبوته الناسفة. وفي بغداد أيضًا، فجر ثلاثة انتحاريين عبواتهم الناسفة في موكب للمصلين المشاركين في عطلة عاشوراء، مما أسفر عن مقتل خمسة أشخاص.[40] قاد انتحاري دراجته النارية إلى خيمة مليئة بالسنة الذين يحضرون جنازة في بغداد، مما أسفر عن مقتل ستة أشخاص.[41] ضرب انتحاري بسيارة مفخخة قاعدة للحرس الوطني العراقي في بعقوبة، مما أسفر عن مقتل أحد الحراس. استهدف انتحاري بسيارة مفخخة نقطة تفتيش للجيش العراقي في اللطيفية، مما أسفر عن مقتل جنديين عراقيين.[42] تمكن جنود عراقيون من اعتقال انتحاري كان يستعد لشن هجوم في بغداد قبل أن يتمكن من تفجير قنبلته.[43]
- 22 فبراير: هاجم انتحاري بسيارة مفخخة موكبًا لقوات الكوماندوز في بغداد، مما أسفر عن مقتل ضابطي شرطة. ألقت الشرطة القبض على رجل سوداني كان يحاول تفجير حزامه الناسف داخل مستشفى عدنان خير الله.[44]
- 24 فبراير: هاجم انتحاري بسيارة مفخخة مجمعًا للشرطة في تكريت، مما أسفر عن مقتل خمسة عشر ضابطًا. وانفجرت سيارة مفخخة أخرى في الإسكندرية، مستهدفةً مقر الشرطة والمكاتب القريبة للمجلس الأعلى للثورة الإسلامية في العراق. قُتل ضابطا شرطة وجُرح ثمانية أشخاص.[45]
- 28 فبراير: قُتل ما لا يقل عن 120 شخصًا عندما فجّر انتحاري سيارته في الحلة وسط حشد من المتقدمين لوظائف في قوات الأمن العراقية الجديدة. وجُرح 130 آخرون في أعنف هجوم منفرد في التمرد المستمر منذ ما يقرب من عامين.[46][47] انفجرت سيارة مفخخة أخرى عند نقطة تفتيش للشرطة في المسيب، مما أسفر عن مقتل ضابط شرطة واحد على الأقل وإصابة عدد آخر.[48]

## مارس
- 2 مارس : استهدف هجوم انتحاري بسيارة مفخخة مركز تجنيد للجيش العراقي في قاعدة مطار المثنى العسكرية في بغداد، مما أسفر عن مقتل ستة أشخاص.[48]
- 3 مارس : استهدف انتحاريان بسيارتين مفخختين مبنى وزارة الداخلية في بغداد، مما أسفر عن مقتل خمسة من ضباط الشرطة.[46] كما قتل انتحاري بسيارة مفخخة شخصًا واحدًا خارج مقر شرطة الطوارئ العراقية في بعقوبة.[47]
- 7 مارس : انفجرت سيارة مفخخة يقودها انتحاري خارج مركز للشرطة العراقية في بعقوبة، مما أسفر عن مقتل 11 شخصًا.[45]
- 8 مارس : أُلقي القبض على أربعة انتحاريين محتملين في بغداد قبل تنفيذ هجماتهم. جميعهم كانوا من النساء.[44][43]
- 9 مارس/آذار : انفجرت شاحنة قمامة على متنها انتحاريان قرب فندق الصدر ومبنى وزارة الزراعة، ما أسفر عن مقتل أربعة أشخاص.[37]
- 10 مارس : هاجم انتحاري جنازة أقيمت في مسجد شيعي في الموصل، مما أسفر عن مقتل 47 شخصًا وإصابة أكثر من 100 آخرين.[38][39]
- 14 مارس : أدى انفجار سيارة مفخخة يقودها انتحاري إلى مقتل أربعة أشخاص خارج نقطة تفتيش للشرطة والجيش شمال بغداد.[40]
- 15 مارس : قُتِل طفل بسيارة مفخخة عندما حاول استهداف دورية للشرطة في شمال شرق بغداد.[41]
- 20 مارس : تسلل انتحاري إلى مقر شرطة الموصل وفجر نفسه في مكتب إدارة مكافحة الفساد بالمدينة، مما أسفر عن مقتل شخصين.[42] كما قتل انتحاري يقود سيارة مفخخة اثنين من المدنيين عندما استهدف قافلة من الأجانب في الفلوجة.[36]
- 21 مارس : لم يقتل سائق شاحنة مفخخة انتحارية سوى نفسه عندما فجّر حمولته قبل أوانها بالقرب من مستشفى في سامراء، محافظة صلاح الدين.[35]
- 24 مارس : أدى انفجار سيارة مفخخة إلى مقتل 11 من أفراد قوات الشرطة الخاصة العراقية واثنين من مشاة البحرية الأمريكية عند نقطة تفتيش في الرمادي.[34]
- 28 مارس : فجر انتحاري نفسه بدراجة نارية مفخخة مما أسفر عن مقتل خمسة أشخاص عند نقطة تفتيش أقيمت لحماية الحجاج بالقرب من المسيب.[33] ضربت سيارة مفخخة انتحارية حشدًا من الحجاج الشيعة على الطريق بين الحلة وكربلاء، مما أسفر عن مقتل ستة أشخاص.[32]
- 31 مارس : هاجم انتحاري بسيارة مفخخة نقطة تفتيش مؤقتة لحراسة مرقد شيعي في طوز خورماتو، جنوب كركوك. وأسفر الهجوم عن مقتل خمسة أشخاص.[31]

## أبريل
- 16 أبريل : أدى تفجير سيارة مفخخة بالقرب من قافلة أجنبية على طريق مطار بغداد إلى مقتل عاملة الإغاثة الأمريكية مارلا روزيكا ومترجمها العراقي فايز علي سالم.[30]
- 19 أبريل : قُتل جنديان أمريكيان في هجوم انتحاري بسيارة مفخخة على قافلة عسكرية أمريكية بالقرب من مجمع سكني في غرب بغداد.[29]
- 21 أبريل : أدى تفجير انتحاري على الطريق المؤدي إلى مطار بغداد إلى مقتل شخص واحد على الأقل: المقاول الأمني الإنجليزي آلان باركين.[49]
- 24 أبريل : هاجمت سيارتان مفخختان أكاديمية للشرطة العراقية في تكريت، مما أسفر عن مقتل 6 أشخاص على الأقل وإصابة 26 آخرين.
- 29 أبريل : قُتل جنديان من مشاة البحرية الأمريكية عندما فجّر انتحاري سيارته قرب ديار، على بُعد 30 ميلاً جنوب بغداد. وفي حادث منفصل، أسفر انفجار سيارة مفخخة عن مقتل جندي أمريكي وإصابة اثنين آخرين قرب التاجي.[28]

## مايو
- 1 مايو/أيار : استهدف انتحاري بسيارة مفخخة قافلة عسكرية أمريكية في الزعفرانية، مما أسفر عن مقتل خمسة مدنيين عراقيين. وفي حادث منفصل، فجّر انتحاري سترة ناسفة في جنازة كردية في تلعفر، مما أسفر عن مقتل 25 شخصًا وإصابة 50 آخرين.[27]
- 4 مايو : أسفر تفجير انتحاري عن مقتل 60 شخصًا وإصابة ما يقرب من 150 آخرين في أربيل. وأعلنت جماعة أنصار السنة مسؤوليتها عن التفجير.[26]
- 7 مايو : أدى تفجير سيارة مفخخة في ساحة التحرير ببغداد إلى مقتل 22 شخصًا، من بينهم اثنان من المتعاقدين الأمنيين الأمريكيين وعدد من الأطفال العراقيين.[49][22] وفي حادث منفصل، قُتل أحد مشاة البحرية الأمريكية في انفجار ناجم عن هجوم انتحاري بسيارة مفخخة بالقرب من سد حديثة في محافظة الأنبار.[21][20]
- 24 مايو : أدى تفجير سيارة مفخخة إلى مقتل ثلاثة جنود أمريكيين في وسط بغداد.[1]

## يونيو
- 14 يونيو : استهدف انتحاري بنكًا في كركوك، مما أسفر عن مقتل 23 شخصًا وإصابة ما يقرب من 100 آخرين. وفي كنعان، على بعد 30 ميلاً شمال بغداد، قُتل خمسة جنود عراقيين وجُرح اثنان في تفجير سيارة مفخخة انتحارية عند نقطة تفتيش.[2]
- 23 يونيو : هاجم انتحاري بسيارة مفخخة قافلة أمريكية في الفلوجة، مما أسفر عن مقتل 5 من مشاة البحرية الأمريكية وبحار واحد من البحرية الأمريكية.[5] كما أصيب 13 من مشاة البحرية الأمريكية في الحادث، من بينهم 11 امرأة.[6]
- 26 يونيو : ضربت ثلاث تفجيرات انتحارية مواقع للجيش والشرطة العراقية في الموصل، مما أسفر عن مقتل 15 ضابط شرطة و18 مدنياً.[8]
- 28 يونيو : قُتل جندي أمريكي في تفجير سيارة مفخخة قرب قاعدة للتحالف في الدجيل. وأسفر تفجير انتحاري آخر عن مقتل جندي أمريكي وإصابة اثنين آخرين غرب تكريت.[50][51]

## يوليو
- 13 يوليو : فجّر انتحاري سيارة قرب قافلة عسكرية أمريكية ومجموعة كبيرة من الأطفال العراقيين في بغداد، مما أسفر عن مقتل 27 شخصًا. قُتل ما لا يقل عن سبعة أطفال وجندي أمريكي واحد، وجُرح ثلاثة جنود.[52]
- 14 يوليو : استهدف تفجير انتحاري مزدوج نقطة تفتيش في المنطقة الخضراء، مما أسفر عن مقتل شخص وإصابة خمسة آخرين. وكان من بين الجرحى انتحاري ثالث محتمل، وهو رجل مصاب بجروح بالغة، كان مُجهزًا بعبوة ناسفة يُشتبه أنها لم تنفجر.[53]
- 15 يوليو : أدى تفجير سيارة مفخخة استهدف دورية لقوات الكوماندوز التابعة للشرطة العراقية في حي الشورة الخامسة جنوب غرب بغداد إلى مقتل 5 أشخاص وإصابة 20 آخرين.[54]
- 16 يوليو : في المسيب، فجر انتحاري شاحنة وقود أمام مسجد شيعي، مما أسفر عن مقتل أكثر من 90 شخصًا وإصابة 150 آخرين.[2][55]
- في 17 يوليو/تموز، هاجم انتحاري بسيارة مفخخة مكاتب مفوضية الانتخابات العراقية شرقي بغداد، مما أسفر عن مقتل خمسة موظفين انتخابيين وشرطي. وفي هجوم انتحاري آخر، ألقى مسلحون جثتين على الطريق، ثم استهدفوا رجال شرطة توقفوا لتفتيشهما. وبعد حوالي ساعة، هاجم انتحاري بسيارة مفخخة قافلة للشرطة قرب محطة حافلات جنوب بغداد، مما أسفر عن مقتل ثلاثة من عناصر الشرطة الخاصة وأربعة مدنيين. وأخطأ انتحاري آخر بسيارة مفخخة قافلة أمريكية، لكنه فجّر حافلتين صغيرتين، مما أسفر عن مقتل ستة مدنيين في المحمودية.[2][55]
- 29 يوليو : قتل انتحاري 26 شخصًا على الأقل عندما استهدف مركزًا لتجنيد الجيش في بلدة روبيا بشمال العراق.[56]

## أغسطس
- 1 أغسطس : قُتل جندي من مشاة البحرية الأمريكية في انفجار سيارة مفخخة أثناء قيامه بعمليات قتالية بالقرب من هيت في محافظة الأنبار.[57]
- 2 أغسطس : هاجم انتحاري بسيارة مفخخة قافلة عسكرية أمريكية أثناء مرورها عبر نفق تحت ميدان التحرير في بغداد، مما أدى إلى إصابة 29 شخصًا.[57]
- 6 أغسطس : قُتِل جندي من مشاة البحرية الأمريكية في هجوم انتحاري بسيارة مفخخة في مدينة العامرية غربي العراق.[58]
- 7 أغسطس : فجر انتحاري شاحنة صهريج وقود بالقرب من مقر الشرطة العراقية في تكريت، مما أسفر عن مقتل اثنين من ضباط الشرطة وإصابة 10 آخرين.[58]
- 9 أغسطس/آب : استهدف انتحاري بسيارة مفخخة قافلة عسكرية أمريكية قرب ساحة الطيران وسط بغداد. أسفر الانفجار عن مقتل جندي أمريكي وإصابة 52 آخرين، بينهم جنديان أمريكيان.[59]
- 10 أغسطس : أدى تفجير سيارة مفخخة إلى مقتل ستة أشخاص وإصابة 14 آخرين في حي الغزالية ببغداد.[60]
- ٢٣ أغسطس/آب : فجر انتحاري نفسه في مطعم مشترك للشرطة الأمريكية والعراقية داخل مقر شرطة بعقوبة وقت الغداء. وأسفر الهجوم عن مقتل عدد من العراقيين واثنين من العسكريين الأمريكيين: ضابط الاتصال الأمريكي الدولي للشرطة مايك داوز والملازم أول كارلوس دياز.[49]

## سبتمبر
- 9 سبتمبر : فجر انتحاريون أنفسهم بشاحنتين كبيرتين محملتين بما يقدر بنحو 2500 أوقفت دورية صغيرة من القوات الخاصة الأمريكية حمولة متفجرات تُقدر بـ 1200 رطل من دخول قاعدة كالسو للعمليات المتقدمة. انفجرت الشاحنات القلابة، مما أسفر عن مقتل 19 عراقيًا على الأقل وإصابة 4 جنود من القوات الخاصة الأمريكية.
- 14 سبتمبر : فجر انتحاري نفسه وسط حشد من العمال المسلمين الشيعة الفقراء الذين كانوا ينتظرون العمل في بغداد، مما أسفر عن مقتل 112 شخصًا على الأقل.[61][62] من المحتمل وقوع المزيد من الهجمات الانتحارية في هذا اليوم
- 19 سبتمبر : أدى تفجير سيارة مفخخة في الموصل إلى مقتل ثلاثة متعاقدين أمنيين أمريكيين على الأقل.[49]
- 28 سبتمبر/أيلول : في أول تفجير انتحاري نسائي في فترة ما بعد البعث، فجرت امرأة ترتدي زي رجل حزامها الناسف خارج منشأة عسكرية أمريكية في تلعفر، مما أسفر عن مقتل تسعة أشخاص وإصابة ثلاثين آخرين. وأعلن تنظيم القاعدة في العراق مسؤوليته عن الهجوم.[63][64]

## أكتوبر
- 4 أكتوبر : انفجرت سيارة مفخخة بالقرب من أحد المداخل الرئيسية للمنطقة الخضراء في بغداد، مما أسفر عن مقتل جنديين عراقيين ومدني.[65]
- في السادس من أكتوبر/تشرين الأول، قُتل عشرة أشخاص وجُرح ثمانية آخرون في تفجير انتحاري بسيارة مفخخة قرب وزارة النفط العراقية شرقي بغداد. وفي مكان آخر، استهدف تفجير انتحاري بسيارة مفخخة موكبًا لمتعاقدين أمنيين أمريكيين خاصين وسط بغداد، مما أسفر عن إصابة ثمانية مدنيين عراقيين.[66]
- 10 أكتوبر : تفجير سيارة مفخخة يقودها انتحاري يسفر عن مقتل جنود أمريكيين وعراقيين خارج نقطة تفتيش في بغداد، العراق.[67]
- 11 أكتوبر : هجمات انتحارية للمتمردين تخلف أكثر من 30 قتيلاً في تلعفر، شمال غرب العراق. كما قُتل ما لا يقل عن 20 شخصًا عندما انفجرت سيارة مفخخة يقودها انتحاري، كانت تستهدف قافلة للجيش العراقي، بالقرب من محطة وقود في العامرية.[68]
- 12 أكتوبر/تشرين الأول : قُتل ما لا يقل عن 30 شخصًا في هجوم انتحاري نفذه مسلحون في تلعفر، وهو الهجوم الثاني من نوعه في يومين. ووقعت ثلاث تفجيرات انتحارية أخرى بسيارات مفخخة في بغداد وبعقوبة، بما في ذلك محاولة اغتيال وزير شؤون المحافظات العراقي، سعد نايف الحردان. في ذلك الهجوم، استهدف انتحاري في بغداد موكبًا من السيارات كان يستعد لاصطحاب الوزير من مكتبه، مما أسفر عن إصابة خمسة من حراسه الشخصيين وخمسة من المارة.[69] هجوم خامس محتمل آخر في هذا اليوم.

## نوفمبر
- 9 نوفمبر : أسفرت محاولة تفجير فاشلة بسيارة مفخخة ضد جنود أمريكيين عن مقتل انتحارية وإصابة جندي أمريكي. ولاحقًا حددت هوية منفذة العملية على أنها موريل ديغوك من بلجيكا، التي اعتنقت الإسلام بعد زواجها من مغربي.[70]
- 10 نوفمبر : قُتل ما لا يقل عن 30 شخصًا في أعقاب هجوم انتحاري شنه مسلحون على مطعم في بغداد.
- 14 نوفمبر : أدى تفجير انتحاري في بغداد إلى مقتل ثلاثة على الأقل من المتعاقدين الأمنيين من جنوب إفريقيا.[49]
- ١٨ نوفمبر/تشرين الثاني : فجر انتحاريان يرتديان حزامين ناسفين نفسيهما في مسجدين للشيعة في بلدة خانقين قرب الحدود الإيرانية، ما أسفر عن مقتل ٧٤ شخصًا على الأقل. كما انفجرت سيارتان مفخختان خارج مبنى وزارة الداخلية في حي الجادرية بوسط بغداد، ما أسفر عن مقتل ستة أشخاص.
- 23 نوفمبر : تفجير سيارة مفخخة يقتل 18 شخصًا، معظمهم من الشرطة العراقية، في كمين بمدينة كركوك شمال العراق.
- 24 نوفمبر : مقتل 15 شخصًا بعد هجوم انتحاري في الحلة.

## ديسمبر
- في السادس من ديسمبر/كانون الأول، نفذ انتحاريان هجومًا على أكاديمية للشرطة شرق بغداد، مما أسفر عن مقتل 40 شخصًا وإصابة 70 آخرين. فجّر أحدهما نفسه قرب مجموعة من الطلاب خارج قاعة دراسية، وعندما لجأت الشرطة العراقية والطلاب إلى مخبأ، فجّر انتحاري ثانٍ حزامه الناسف.[71][72]
- 8 ديسمبر : فجر انتحاري نفسه داخل حافلة ركاب في جنوب بغداد، مما أسفر عن مقتل 30 راكبًا وإصابة 40 آخرين.[71]
- 9 ديسمبر : قُتل جندي أمريكي في تفجير سيارة مفخخة في منطقة أبو غريب.[73] كما أدى الهجوم الإرهابي إلى إصابة 11 جنديًا أمريكيًا آخرين ومدني عراقي واحد.[74]
- 11 ديسمبر : قُتل جندي أمريكي في هجوم انتحاري بسيارة مفخخة بالقرب من الرمادي.[75]
- 19 ديسمبر : كاد عقيد في الشرطة العراقية أن يُغتال عندما هاجم انتحاري موكبه في بغداد، مما أسفر عن مقتل اثنين من المدنيين.[76]
- 25 ديسمبر : هاجم انتحاري سيارتين للجيش العراقي في وسط بغداد مما أسفر عن مقتل خمسة جنود وإصابة سبعة من رجال الشرطة والمدنيين.
- 26 ديسمبر : ألقى انتحاري قنابل يدوية على مجندي الشرطة خارج مركز تدريب مما أسفر عن مقتل اثنين ثم فجر حزامه الناسف.[77]
- 29 ديسمبر : قُتِل أربعة من ضباط الشرطة في بغداد نتيجة تفجير انتحاري.[78]
- 30 ديسمبر : قُتِل ضابط شرطة في بغداد على يد انتحاري.[79]